# Ophiurothamnus
Ophiurothamnus är ett släkte av ormstjärnor. Ophiurothamnus ingår i familjen knotterormstjärnor.
Kladogram enligt Catalogue of Life:
| Ophiurothamnus | \| \| Ophiurothamnus clausa \| \| \| \| \| \| Ophiurothamnus discycla \| \| \| \| \| \| Ophiurothamnus eleaumei \| \| \| \| \| \| Ophiurothamnus excavatus \| \| \| \| \| \| Ophiurothamnus exigua \| \| \| \| \| \| Ophiurothamnus laevis \| \| \| \| |
|                | \| \| Ophiurothamnus clausa \| \| \| \| \| \| Ophiurothamnus discycla \| \| \| \| \| \| Ophiurothamnus eleaumei \| \| \| \| \| \| Ophiurothamnus excavatus \| \| \| \| \| \| Ophiurothamnus exigua \| \| \| \| \| \| Ophiurothamnus laevis \| \| \| \| |
|                | Ophiurothamnus clausa |
|                | |
|                | Ophiurothamnus discycla |
|                | |
|                | Ophiurothamnus eleaumei |
|                | |
|                | Ophiurothamnus excavatus |
|                | |
|                | Ophiurothamnus exigua |
|                | |
|                | Ophiurothamnus laevis |
|                | |